# 亞達爾河
亞達爾河（Adar River）是南蘇丹上尼羅省的河流，屬於白尼羅河的支流之一，自發源地馬查爾沼澤向西北流，最終在離馬拉卡爾100公里處注入白尼羅河，河道全長60公里。